# パル・ゼッターベリ
パル・ゼッターベリ（Pär Johan Zetterberg, 1970年10月14日 - ）は、スウェーデン出身のサッカー選手。ポジションはミッドフィールダー。

## 経歴
スウェーデン代表通算30キャップ6ゴール。スウェーデン代表中盤の要として若い時から将来を嘱望され、1997年にはスウェーデン年間最優秀選手(Guldbollen)受賞。しかし、喘息と糖尿病という持病を持っていたため代表でのプレーを思うようにできずに2006年現役引退した。

## 所属クラブ
- ファルケンベリFF 1986
- RSCアンデルレヒト 1989-1991
- ロイヤル・シャルルロワ 1991-1993
- RSCアンデルレヒト 1993-2000
- オリンピアコスFC 2000-2003
- RSCアンデルレヒト 2003-2006

## タイトル

### クラブ
- RSCアンデルレヒト

ジュピラーリーグ 1994, 1995, 2000, 2004, 2006
ベルギーカップ 1994
- オリンピアコスFC

ギリシャ・スーパーリーグ 2001, 2002, 2003